# What the Game's Been Missing!
What the Game's Been Missing! è il secondo album ufficiale del rapper newyorkese Juelz Santana, il sesto se si considerano anche i mixtapes Final Destination, Final Destination The Preparation Mixtape, Back Like Cooked Crack e Back Like Cooked Crack 2 (More Crack).
Il disco, supportato dai singoli "Mic Check", "There It Go (The Whistle Song)" e "Oh Yes" (tutti i singoli sono stati accompagnati da un videoclip), riscontra giudizi positivi della critica.
What The Game's Been Missing! esce anche in un'edizione deluxe limitata, la quale contiene CD, un DVD con interviste, video musicali e i "dietro le quinte" dei primi due video.

## Tracce
1. Intro (prod. da Develop)
2. Rumble Young Man Rumble (prod. da J.U.S.T.I.C.E. League)
3. Oh Yes (prod. da The Heartmakerz)
4. Shottas (ft. Cam'ron & Sizzla) (prod. da The Heartmakerz)
5. Clockwork (prod. da Chaos & Order)
6. Kill'em (ft. Cam'ron)
7. This Is Me (prod. da The Ratt Pakk)
8. Make It Work for You (ft. Young Jeezy & Lil Wayne) (prod. da Doe Boyz & Infamous)
9. Whatever U Wanna Call It (ft. Hell Rell)
10. Gangsta Sh*t (prod. da Doe Boyz & Infamous)
11. Lil' Boy Fresh (prod. da Manti)
12. Good Times (prod. da Neo Da Matrix)
13. Freaky (prod. da Develop)
14. Gone  (prod. da Streetrunner & Ebonikz)
15. Kid Is Back  (ft. Ja'Quaye James) (prod. da Soul Sizzle)
16. Changes (ft. Razah) (prod. da Shoddy aka Shootie)
17. I Am Crack (prod. da SIMROZ)
18. There It Go (The Whistle Song) (prod. da Daren Joseph, Terence Anderson, Carlisle & Mayhem)
19. Violence (ft. Bezel) (prod. da The Heartmakerz)
20. Daddy (prod. da The Heartmakerz)
21. Mic Check (prod. da Neo Da Matrix)